# Андрій Кесарійський
Андрій Кесарійський (грец. Ανδρέας Καισαρείας Καππαδοκίας, 563 — 637) — архієпископ Кесарії Каппадокійської, святий в лику святителів.
Про життя Андрія Кесарійського не збереглося достатньо відомостей, спірним є навіть період його життя. Популярність йому принесло тлумачення на книгу Об'явлення Івана Богослова, включене до 106 тому «Patrologia Graeca» і користуються популярністю серед православних, особливо у російських старообрядців.
Тлумачення Андрія Кесарійського (написано між 563 і 614 роками) є одним з перших святоотецьких коментарів Апокаліпсиса і справила величезний вплив на наступних богословів. При його написанні Андрій доводить автентичність даної новозавітної книги з посиланнями на ранньохристиянських авторів: Папія Ієрапольського, Іренея Ліонського, Мефодія Патарского та Іполіта Римського.
Тлумачення святителя Андрія високо цінували в Стародавній Русі, існувало багато його списків, в тому числі і ілюстрованих.

## Галерея

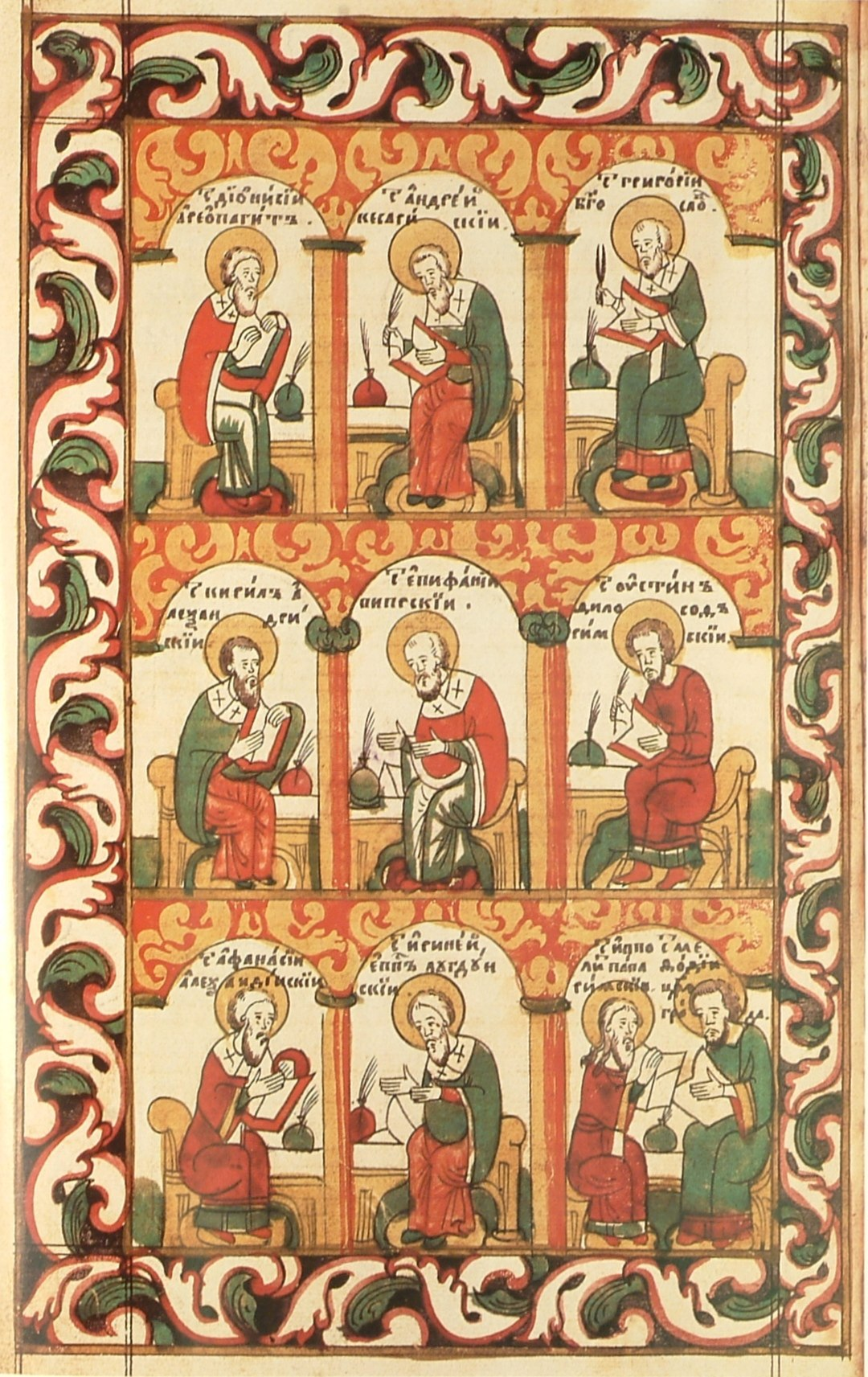
Андрій Кесарійський в сонмі святителів. Мініатюра з Апокаліпсису толкового XVII ст.
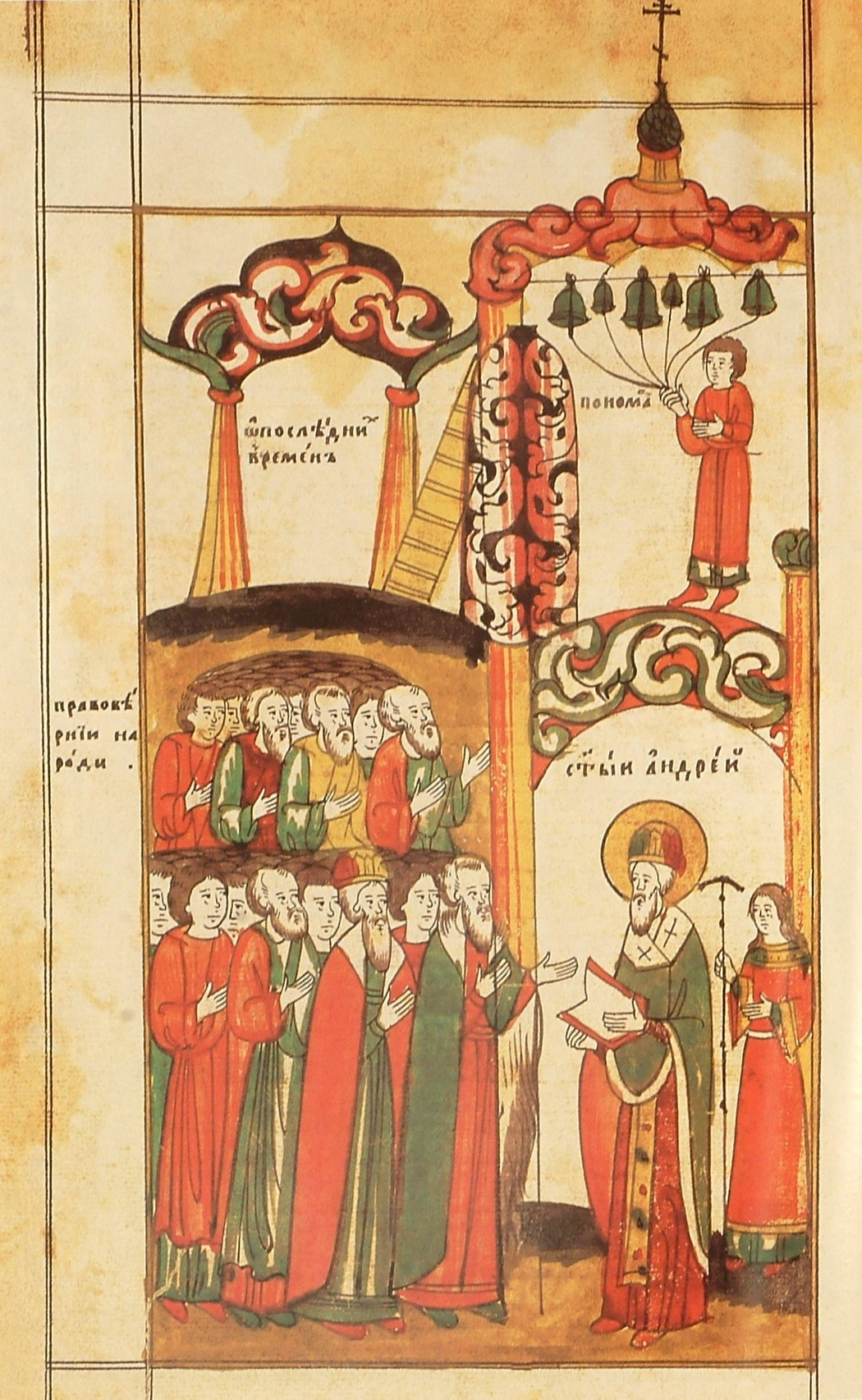
Андрій Кесарійський, що звертається до правовірних народів. Мініатюра з Апокаліпсису толкового XVII ст.
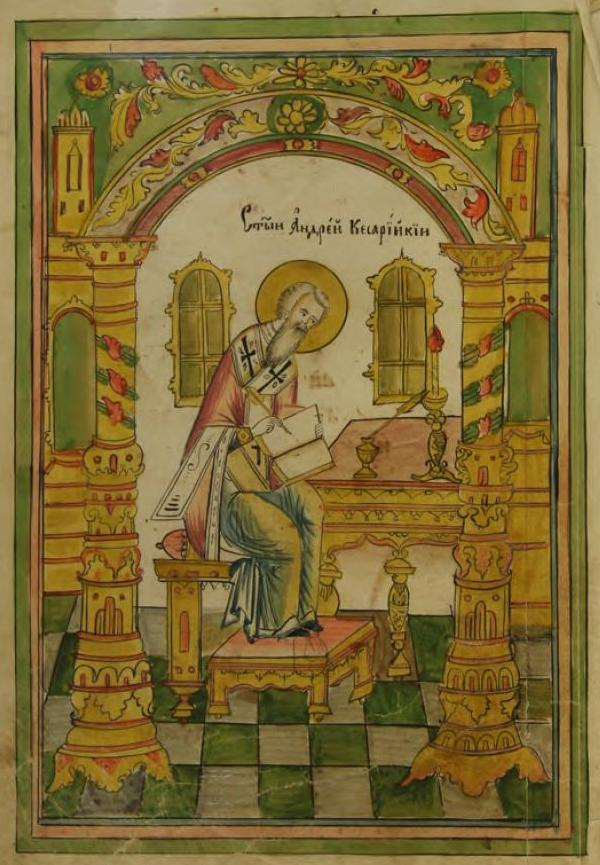
Андрій Кесарійський, який сидить за письмовим столом.